# موردو مک‌لاود
موردو مک‌لاود (انگلیسی: Murdo MacLeod؛ زادهٔ ۲۴ سپتامبر ۱۹۵۸) بازیکن سابق و مربی فوتبال اهل اسکاتلند است.
از باشگاه‌هایی که در آن بازی کرده‌است می‌توان به باشگاه فوتبال دومبارتون، باشگاه فوتبال بروسیا دورتموند، باشگاه فوتبال پاتریک تیسل باشگاه فوتبال سلتیک و باشگاه فوتبال هیبرنین اشاره کرد.
وی همچنین در تیم ملی فوتبال اسکاتلند بازی کرده‌است.